# Zwroty wskazujące rodzaj zagrożenia
Zwroty wskazujące rodzaj zagrożenia, zwroty H (od ang. H-statements, czyli hazard statements) – oznaczenia na etykietach substancji chemicznych i mieszanin określające zagrożenie oraz opisujące charakter i nasilenie zagrożeń stwarzanych przez substancję lub mieszaninę, wprowadzone przez rozporządzenie CLP wdrażające globalnie zharmonizowany system klasyfikacji i oznakowania chemikaliów (GHS) na obszarze Unii Europejskiej.
Zwroty H zastąpiły wcześniejsze zwroty R (zwroty ryzyka), których stosowanie było dopuszczone przejściowo do 1 czerwca 2015 roku w sytuacjach określonych w rozporządzeniu CLP.
Zwroty są zakodowane przy użyciu symboli alfanumerycznych, które składają się z:
- litery „H”
- cyfry określającej rodzaj zagrożenia
  - „2” – zagrożenie fizyczne
  - „3” – zagrożenie dla zdrowia
  - „4” – zagrożenie dla środowiska
- dwóch cyfr odpowiadających kolejnemu numerowi zagrożenia.

Poza zwrotami H w rozporządzeniu CLP umieszczone zostały również zwroty EUH, tj. zwroty niebędące częścią GHS, a wymagane przy klasyfikacji i oznakowaniu na obszarze Unii Europejskiej.
| Kod            | Tekst zwrotu | Uwagi |
| -------------- | --- | ----- |
| H200           | Materiały wybuchowe niestabilne |       |
| H201           | Materiał wybuchowy; zagrożenie wybuchem masowym |       |
| H202           | Materiał wybuchowy, poważne zagrożenie rozrzutem |       |
| H203           | Materiał wybuchowy; zagrożenie pożarem, wybuchem lub rozrzutem |       |
| H204           | Zagrożenie pożarem lub rozrzutem |       |
| H205           | Może wybuchać masowo w przypadku pożaru |       |
| H206           | Zagrożenie pożarem, wybuchem lub rozrzutem; zwiększone ryzyko wybuchu jeśli zawartość środka odczulającego została zmniejszona | [ a ] |
| H207           | Zagrożenie pożarem lub rozrzutem; zwiększone ryzyko wybuchu, jeśli zawartość środka odczulającego została zmniejszona | [ a ] |
| H208           | Zagrożenie pożarem; zwiększone ryzyko wybuchu, jeśli zawartość środka odczulającego została zmniejszona | [ a ] |
| H220           | Skrajnie łatwopalny gaz |       |
| H221           | Gaz łatwopalny |       |
| H222           | Skrajnie łatwopalny aerozol |       |
| H223           | Łatwopalny aerozol | [ b ] |
| H224           | Skrajnie łatwopalna ciecz i pary |       |
| H225           | Wysoce łatwopalna ciecz i pary |       |
| H226           | Łatwopalna ciecz i pary |       |
| H228           | Substancja stała łatwopalna |       |
| H229           | Pojemnik pod ciśnieniem: Ogrzanie grozi wybuchem | [ c ] |
| H230           | Może reagować wybuchowo nawet bez dostępu powietrza | [ c ] |
| H231           | Może reagować wybuchowo nawet bez dostępu powietrza pod zwiększonym ciśnieniem i/lub po ogrzaniu | [ c ] |
| H232           | Może ulegać samozapaleniu w przypadku wystawienia na działanie powietrza | [ a ] |
| H240           | Ogrzanie grozi wybuchem |       |
| H241           | Ogrzanie może spowodować pożar lub wybuch |       |
| H242           | Ogrzanie może spowodować pożar |       |
| H250           | Zapala się samorzutnie w przypadku wystawienia na działanie powietrza |       |
| H251           | Substancja samonagrzewająca się: może się zapalić |       |
| H252           | Substancja samonagrzewająca się w dużych ilościach; może się zapalić |       |
| H260           | W kontakcie z wodą uwalniają łatwopalne gazy, które mogą ulegać samozapaleniu |       |
| H261           | W kontakcie z wodą uwalnia łatwopalne gazy |       |
| H270           | Może spowodować lub intensyfikować pożar; utleniacz |       |
| H271           | Może spowodować pożar lub wybuch; silny utleniacz |       |
| H272           | Może intensyfikować pożar; utleniacz |       |
| H280           | Zawiera gaz pod ciśnieniem; ogrzanie grozi wybuchem |       |
| H281           | Zawiera schłodzony gaz; może spowodować oparzenia kriogeniczne lub obrażenia |       |
| H290           | Może powodować korozję metali |       |
| H300           | Połknięcie grozi śmiercią |       |
| H301           | Działa toksycznie po połknięciu |       |
| H302           | Działa szkodliwie po połknięciu |       |
| H304           | Połknięcie i dostanie się przez drogi oddechowe może grozić śmiercią |       |
| H310           | Grozi śmiercią w kontakcie ze skórą |       |
| H311           | Działa toksycznie w kontakcie ze skórą |       |
| H312           | Działa szkodliwie w kontakcie ze skórą |       |
| H314           | Powoduje poważne oparzenia skóry oraz uszkodzenia oczu |       |
| H315           | Działa drażniąco na skórę |       |
| H317           | Może powodować reakcję alergiczną skóry |       |
| H318           | Powoduje poważne uszkodzenie oczu |       |
| H319           | Działa drażniąco na oczy |       |
| H330           | Wdychanie grozi śmiercią |       |
| H331           | Działa toksycznie w następstwie wdychania |       |
| H332           | Działa szkodliwie w następstwie wdychania |       |
| H334           | Może powodować objawy alergii lub astmy lub trudności w oddychaniu w następstwie wdychania |       |
| H335           | Może powodować podrażnienie dróg oddechowych |       |
| H336           | Może wywoływać uczucie senności lub zawroty głowy |       |
| H340           | Może powodować wady genetyczne <podać drogę narażenia, jeżeli definitywnie udowodniono, że inna droga narażenia nie powoduje zagrożenia>                                                                                              |       |
| H341           | Podejrzewa się, że powoduje wady genetyczne <podać drogę narażenia, jeżeli definitywnie udowodniono, że inna droga narażenia nie powoduje zagrożenia>                                                                                 |       |
| H350           | Może powodować raka <podać drogę narażenia, jeżeli definitywnie udowodniono, że inna droga narażenia nie powoduje zagrożenia> |       |
| H350i          | Wdychanie może spowodować raka |       |
| H351           | Podejrzewa się, że powoduje raka <podać drogę narażenia, jeżeli definitywnie udowodniono, że inna droga narażenia nie powoduje zagrożenia>                                                                                            |       |
| H360           | Może działać szkodliwie na płodność lub na dziecko w łonie matki <podać szczególny skutek, jeżeli jest znany> <podać drogę narażenia, jeżeli definitywnie udowodniono, że inne drogi narażenia nie stwarzają zagrożenia>              |       |
| H360D          | Może działać szkodliwie na dziecko w łonie matki |       |
| H360Df         | Może działać szkodliwie na dziecko w łonie matki. Podejrzewa się, że działa szkodliwie na płodność |       |
| H360F          | Może działać szkodliwie na płodność |       |
| H360Fd         | Może działać szkodliwie na płodność. Podejrzewa się, że działa szkodliwie na dziecko w łonie matki |       |
| H360FD         | Może działać szkodliwie na płodność. Może działać szkodliwie na dziecko w łonie matki |       |
| H361           | Podejrzewa się, że działa szkodliwie na płodność lub na dziecko w łonie matki <podać szczególny skutek, jeżeli jest znany> <podać drogę narażenia, jeżeli definitywnie udowodniono, że inne drogi narażenia nie stwarzają zagrożenia> |       |
| H361d          | Podejrzewa się, że działa szkodliwie na dziecko w łonie matki |       |
| H361f          | Podejrzewa się, że działa szkodliwie na płodność |       |
| H361fd         | Podejrzewa się, że działa szkodliwie na płodność. Podejrzewa się, że działa szkodliwie na dziecko w łonie matki |       |
| H362           | Może działać szkodliwie na dzieci karmione piersią |       |
| H370           | Powoduje uszkodzenie narządów <podać szczególny skutek, jeśli jest znany> <podać drogę narażenia, jeżeli udowodniono, że inne drogi narażenia nie stwarzają zagrożenia>                                                               |       |
| H371           | Może powodować uszkodzenie narządów <podać wszystkie znane narządy, których to dotyczy> <podać drogę narażenia, jeżeli udowodniono, że inne drogi narażenia nie stwarzają zagrożenia>                                                 |       |
| H372           | Powoduje uszkodzenie narządów <podać wszystkie znane narządy, których to dotyczy> poprzez długotrwałe lub powtarzane narażenie <podać drogę narażenia, jeżeli udowodniono, że inne drogi narażenia nie stwarzają zagrożenia>          |       |
| H373           | Może powodować uszkodzenie narządów <podać wszystkie znane narządy, których to dotyczy> poprzez długotrwałe lub narażenie powtarzane <podać drogę narażenia, jeśli udowodniono, że inne drogi narażenia nie stwarzają zagrożenia>     |       |
| H300+H310      | Grozi śmiercią po połknięciu lub w kontakcie ze skórą | [ d ] |
| H300+H330      | Grozi śmiercią po połknięciu lub w następstwie wdychania | [ d ] |
| H310+H330      | Grozi śmiercią w kontakcie ze skórą lub w następstwie wdychania | [ d ] |
| H300+H310+H330 | Grozi śmiercią po połknięciu, w kontakcie ze skórą lub w następstwie wdychania | [ d ] |
| H301+H311      | Działa toksycznie po połknięciu lub w kontakcie ze skórą | [ d ] |
| H301+H331      | Działa toksycznie po połknięciu lub w następstwie wdychania | [ d ] |
| H311+H331      | Działa toksycznie w kontakcie ze skórą lub w następstwie wdychania | [ d ] |
| H301+H311+H331 | Działa toksycznie po połknięciu, w kontakcie ze skórą lub w następstwie wdychania | [ d ] |
| H302+H312      | Działa szkodliwie po połknięciu lub w kontakcie ze skórą | [ d ] |
| H302+H332      | Działa szkodliwie po połknięciu lub w następstwie wdychania | [ d ] |
| H312+H332      | Działa szkodliwie w kontakcie ze skórą lub w następstwie wdychania | [ d ] |
| H302+H312+H332 | Działa szkodliwie po połknięciu, w kontakcie ze skórą lub w następstwie wdychania | [ d ] |
| H400           | Działa bardzo toksycznie na organizmy wodne |       |
| H410           | Działa bardzo toksycznie na organizmy wodne, powodując długotrwałe skutki |       |
| H411           | Działa toksycznie na organizmy wodne, powodując długotrwałe skutki |       |
| H412           | Działa szkodliwie na organizmy wodne, powodując długotrwałe skutki |       |
| H413           | Może powodować długotrwałe szkodliwe skutki dla organizmów wodnych |       |
| H420           | Działa szkodliwie na zdrowie publiczne i środowisko poprzez niszczące oddziaływanie na ozon w górnej warstwie atmosfery | [ d ] |
| EUH001         | Produkt wybuchowy w stanie suchym | [ e ] |
| EUH006         | Produkt wybuchowy z dostępem lub bez dostępu powietrza | [ f ] |
| EUH014         | Reaguje gwałtownie z wodą |       |
| EUH018         | Podczas stosowania mogą powstawać łatwopalne lub wybuchowe mieszaniny par z powietrzem |       |
| EUH019         | Może tworzyć wybuchowe nadtlenki |       |
| EUH029         | W kontakcie z wodą uwalnia toksyczne gazy |       |
| EUH031         | W kontakcie z kwasami uwalnia toksyczne gazy |       |
| EUH032         | W kontakcie z kwasami uwalnia bardzo toksyczne gazy |       |
| EUH044         | Zagrożenie wybuchem po ogrzaniu w zamkniętym pojemniku |       |
| EUH059         | Stwarza zagrożenie dla warstwy ozonowej |       |
| EUH066         | Powtarzające się narażenie może powodować wysuszanie lub pękanie skóry |       |
| EUH070         | Działa toksycznie w kontakcie z oczami |       |
| EUH071         | Działa żrąco na drogi oddechowe |       |
| EUH201         | Zawiera ołów. Nie należy stosować na powierzchniach, które mogą być gryzione lub ssane przez dzieci |       |
| EUH201A        | Uwaga! Zawiera ołów |       |
| EUH202         | Cyjanoakrylany. Niebezpieczeństwo. Skleja skórę i powieki w ciągu kilku sekund. Chronić przed dziećmi |       |
| EUH203         | Zawiera chrom(VI). Może powodować wystąpienie reakcji alergicznej |       |
| EUH204         | Zawiera izocyjaniany. Może powodować wystąpienie reakcji alergicznej |       |
| EUH205         | Zawiera składniki epoksydowe. Może powodować wystąpienie reakcji alergicznej |       |
| EUH206         | Uwaga! Nie stosować razem z innymi produktami. Może wydzielać niebezpieczne gazy (chlor) |       |
| EUH207         | Uwaga! Zawiera kadm. Podczas stosowania wydziela niebezpieczne pary. Zapoznaj się z informacją dostarczoną przez producenta. Przestrzegaj instrukcji bezpiecznego stosowania                                                          |       |
| EUH208         | Zawiera <nazwa substancji uczulającej>. Może powodować wystąpienie reakcji alergicznej |       |
| EUH209         | Podczas stosowania może przekształcić się w substancję wysoce łatwopalną |       |
| EUH209A        | Podczas stosowania może przekształcić się w substancję łatwopalną |       |
| EUH210         | Karta charakterystyki dostępna na żądanie |       |
| EUH211         | Uwaga! W przypadku rozpylania mogą się tworzyć niebezpieczne respirabilne kropelki. Nie wdychać rozpylonej cieczy lub mgły | [ g ] |
| EUH212         | Uwaga! W przypadku stosowania może się tworzyć niebezpieczny pył respirabilny. Nie wdychać pyłu | [ g ] |
| EUH401         | W celu uniknięcia zagrożeń dla zdrowia ludzi i środowiska, należy postępować zgodnie z instrukcją użycia |       |